# Бабитский край
Ба́битский край (латыш. Babītes novads) — бывшая административно-территориальная единица в Латвии, в регионе Видземе. Край состоял из двух волостей. Административным центром края являлся посёлок Пиньки. Площадь края составляла 241,7 км².
Край был образован 1 июля 2009 года из части упразднённого Рижского района.
В 2021 году в результате новой административно-территориальной реформы Бабитский край был упразднён, а его территория включена в состав Марупского края.

## Население
1 января 2010 года население составляло 9155 человек. (14 января 2009 года — 8865).

### Национальный состав
Национальный состав населения края по итогам переписи населения Латвии 2011 года был распределён таким образом:
| Национальность | Численность, чел. (2011) | %        |
| -------------- | ------------------------ | -------- |
| Латыши         | 6715                     | 71,38 %  |
| Русские        | 1965                     | 20,89 %  |
| Белорусы       | 208                      | 2,21 %   |
| Украинцы       | 188                      | 2,00 %   |
| Поляки         | 96                       | 1,02 %   |
| Литовцы        | 51                       | 0,54 %   |
| Другие         | 185                      | 1,97 %   |
| всего          | 9408                     | 100,00 % |

## Территориальное деление
- Бабитская волость (латыш. Babītes pagasts)
- Салская волость (латыш. Salas pagasts)